# Olympische Sommerspiele 1996/Synchronschwimmen
Bei den Olympischen Sommerspielen 1996 in Atlanta wurde ein Wettbewerb im Synchronschwimmen ausgetragen.

## Wettbewerbe und Zeitplan
Legende zum nachfolgend dargestellten Wettkampfprogramm:
|  | Qualifikationswettkämpfe |  | Medaillenentscheidungen |

| Zeitplan der Wettbewerbe | Zeitplan der Wettbewerbe | Zeitplan der Wettbewerbe | Zeitplan der Wettbewerbe | Zeitplan der Wettbewerbe | Zeitplan der Wettbewerbe |
| Wettbewerb               | Juli                     | Juli                     | August                   | August                   | Entscheidungen           |
| Wettbewerb               | 30.                      | 31.                      | 1.                       | 2.                       | Entscheidungen           |
| ------------------------ | ------------------------ | ------------------------ | ------------------------ | ------------------------ | ------------------------ |
| Gruppe                   |                          |                          |                          |                          | 1                        |

## Bilanz

### Medaillenspiegel
| Platz | Land               | Gold | Silber | Bronze | Gesamt |
| ----- | ------------------ | ---- | ------ | ------ | ------ |
| 1     | Vereinigte Staaten | 1    | –      | –      | 1      |
| 2     | Kanada             | –    | 1      | –      | 1      |
| 3     | Japan              | –    | –      | 1      | 1      |

### Medaillengewinner
| Konkurrenz | Gold | Silber | Bronze |
| ---------- | --- | --- | --- |
| Gruppe     | Vereinigte Staaten Suzannah Bianco Tammy Cleland Becky Dyroen-Lancer Heather Pease Jill Savery Nathalie Schneyder Heather Simmons-Carrasco Jill Sudduth Emily LeSueur Margot Thien | Kanada Karen Clark Sylvie Fréchette Janice Bremner Karen Fonteyne Christine Larsen Erin Woodley Cari Read Lisa Alexander Valérie Hould-Marchand | Japan Miya Tachibana Akiko Kawase Rei Jimbo Miho Takeda Raika Fujii Miho Kawabe Junko Tanaka Riho Nakajima Kaori Takahashi |

## Ergebnisse Gruppe
| Platz | Land | Athletinnen | Technische Kür | Freie Kür | Gesamt |
| ----- | ---- | --- | -------------- | --------- | ------ |
| 1     | USA  | Suzannah Bianco Tammy Cleland Becky Dyroen-Lancer Heather Pease Jill Savery Nathalie Schneyder Heather Simmons-Carrasco Jill Sudduth Emily LeSueur Margot Thien | 34,720         | 65,000    | 99,720 |
| 2     | CAN  | Karen Clark Sylvie Fréchette Janice Bremner Karen Fonteyne Christine Larsen Erin Woodley Cari Read Lisa Alexander Valérie Hould-Marchand                        | 34,277         | 64,090    | 98,367 |
| 3     | JPN  | Miya Tachibana Akiko Kawase Rei Jimbo Miho Takeda Raika Fujii Miho Kawabe Junko Tanaka Riho Nakajima Kaori Takahashi                                            | 34,183         | 63,570    | 97,753 |
| 4     | RUS  | Jelena Antonowa Olga Brusnikina Marija Kisseljowa Galina Maximowa Olga Nowokschtschenowa Julija Pankratowa Olga Sedakowa Anna Jurjajewa                         | 33,950         | 63,310    | 97,260 |
| 5     | FRA  | Virginie Dedieu Marianne Aeschbacher Myriam Lignot Celine Leveque Julie Fabre Isabelle Manable Magali Rathier Charlotte Massardier Delphine Maréchal Éva Riffet | 33,460         | 62,616    | 96,076 |
| 6     | ITA  | Serena Bianchi Giada Ballan Manuela Carnini Mara Brunetti Giovanna Burlando Brunella Carrafelli Roberta Farinelli Paola Celli Maurizia Cecconi Letizia Nuzzo    | 32,807         | 61,446    | 94,253 |
| 7     | CHN  | Li Min Long Yan Chen Xuan Wu Chunlan Li Yuanyuan Jin Na Fu Yuling Li Fei Guo Cui Pan Yan                                                                        | 33,110         | 61,014    | 94,124 |
| 8     | MEX  | Wendy Aguilar Olivia González Lilián Leal Ingrid Reich Aline Reich Patricia Vila Ariadna Medina Berenice Guzmán Perla Ramírez Érika Leal Ramírez                | 33,04          | 60,796    | 93,836 |